# 阿万
阿万（法語：Awoingt，法語發音：[awɛ̃]）是法国上法蘭西大區北部省的一个市镇，属于康布雷区。

## 地理
阿万（50°9'18"N, 3°16'50"E）面积6.31 平方千米，位于法国上法蘭西大區北部省，该省份为法国最北部的省份及最长的省份，西北濒北海，西接加来海峡省，南至埃纳省和索姆省，东与比利时接壤。
与阿万接壤的市镇（或旧市镇、城区）包括：科鲁瓦尔、塞朗维莱尔福朗维尔、旺拜、康布雷、埃斯图尔梅勒、涅尔尼。

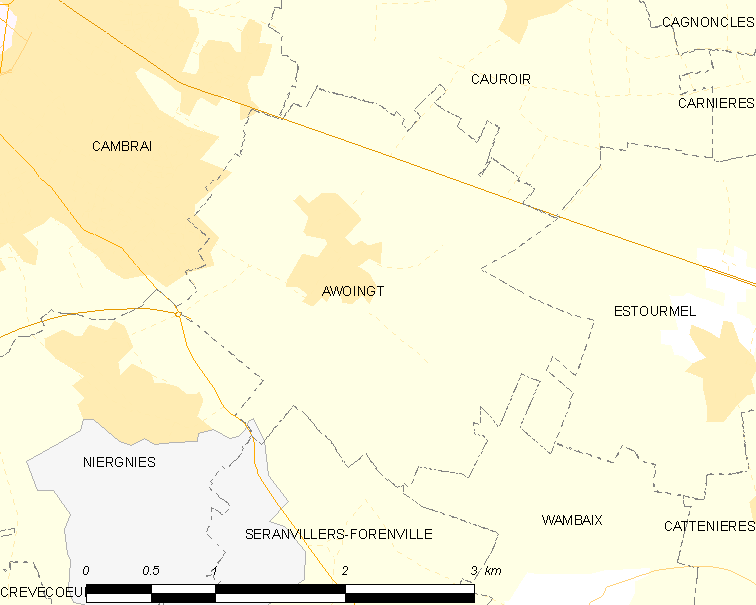
阿万的OSM定位图

阿万的时区为UTC+01:00、UTC+02:00（夏令时）。

## 行政
阿万的邮政编码为59400，INSEE市镇编码为59039。

## 政治
阿万所属的省级选区为勒卡托康布雷西县。

## 人口

1962-2008年间阿万人口变化图示

阿万于2022年1月1日时的人口数量为773人。